# Мёнккёнен, Юкка
Ю́кка Та́пани Мёнккёнен (фин. Jukka Tapani Mönkkönen; род. 16 августа 1959, Куопио) — финский учёный-биофармаколог, ректор Восточнофинляндского университета (с 2015), профессор.

## Биография
Родился 16 августа 1959 года в Куопио.
В 1986 году получил степень магистра в области фармакологии в Куопиоском университете, а в 1991 году — докторскую степень (докторская диссертация «The distribution of clodronate in mice and rats: interactions with splenic and hepatic phagogytic cells» написана на английском языке). С 1986 года работал в Куопиоском университете ассистентом и исследователем, с 1990 года — старшим ассистентом в области биофармакологии. С 1990 по 1991 год находился в качестве постдокторанта в Висконсинском университете в Мадисоне (США).
С 1994 года являлся доцентом Куопиоского университета, а с 1995 года — доцентом Хельсинкского университета.
С 1998 года занимал профессорскую ставку, являясь деканом фармацевтического факультета Куопиоского университета, а позднее — в должности декана медицинского факультета Восточнофинляндского университета. С 2012 по 2014 год являлся академическим ректором Восточнофинляндского университета (с пребыванием в Куопио).
С 1 января 2015 года избран ректором Восточнофинляндского университета, а в мае 2019 года переизбран на следующее пятилетие.